# Спинакер
Спинакер је врста великог једра од лаганог материјала, обично најлона, која се користи у једрилицама за спортско једрење. Спинакер је нарочито користан када једрилица плови уз ветар. Када је развијен, спинакер поприма облик великог полубалона. 
Спинакери могу бити симетрични и асиметрични. Симетрични су бољи када једрилица плови са ветром у леђа, док су у осталим околностима погоднији асиметрични - једноставнији, стабилнији и бољи за маневрисање. Једрилице могу да имају и неколико спинакера. 
Управљање спинакером је осетљива вештина. Битно је не допустити да се он „издува“, јер то може довести до нестабилности једрилице и превртања. 